# Jacques Maurice Picard
Jacques Maurice Picard, auch einfach Jacques Picard (* 24. April 1944 in Belfort; † 11. März 2010 in Remiremont), war ein französischer promovierter Germanist und Romanist sowie Autor von Büchern über Siebenbürgen und die deutsch-rumänische Geschichte.
Jacques Maurice Picard studierte an der Universität Sorbonne in Paris Germanistik und Romanistik. 1967 heiratete er Christel Drechsler. Als Gymnasiallehrer unterrichtete er u. a. am Collège Montaigne in Plombières-les-Bains und am Collège Fleurot in Hérival (beide im Département Vosges). Im Rahmen von Austauschprogrammen wirkte er in Tübingen, Donaueschingen und Wittlich. Zwei Jahre war er als Lehrer in Marokko tätig. Nach seiner Pensionierung lebte das Ehepaar in Le Val-d’Ajol in den Vogesen.
Als Organisator französisch-deutscher Austauschprogramme machte sich Picard besonders verdient und wurde 2009 für seine Verdienste um das französische Bildungswesen zum Offizier des Ordre des Palmes Académiques ernannt. Sein Interesse für die Geschichte und Kultur der Sachsen in Rumänien und besonders in Siebenbürgen war getragen vom Engagement, in Frankreich und Deutschland darauf hinzuweisen, dass in dieser Region eine Vielzahl von Völkern und Kulturen zu Hause war. Mit Les Saxons de Transylvanie (2006) und Edit von Coler als Naziagentin in Bukarest (2010) beleuchtete er Aspekte dieser geschichtlichen Region in zwei Büchern.

## Schriften
- Les Saxons de Transylvanie. Préface de Henry Bogdan. Démeter, Sarreguemines 2006, ISBN 2-9527245-0-4.
- Edit von Coler als Naziagentin in Bukarest. Schiller Verlag, Bonn / Hermannstadt 2010, ISBN 978-3-941271-31-9.